# Adalbert de Italia
Adalbert (n. 932 d.Hr. – d. 30 aprilie 972 d.Hr., Autun, Bourgogne, Franța) a fost marchiz de Ivrea și a îndeplinit funcția de rege al Italiei în comun cu tatăl său între 950 și 961.

## Viața
Adalbert a fost fiul margrafului Berengar de Ivrea cu Willa de Toscana. În 950, atât el cât și tatăl său au fost încoronați ca regi ai Italiei, în urma morții lui Lothar de Arles. Tatăl său a încercat să o forțeze pe Adelaida, văduva lui Lothar, să se căsătorească cu Adalbert, astfel încât să îi întărească pretențiile regale. Atunci când Adelaida a refuzat și a fugit, ea a fost prinsă și închisă vreme de 4 luni la Como.
În 951, regele Otto "cel Mare" al Germaniei a invadat Italia și a salvat-o pe Adelaida, luând-o apoi în căsătorie. Otto i-a silit pe Berengar și pe Adalbert să îi presteze omagiu pentru regatul lor în 952. În 953, Adalbert a început să îl asedieze pe contele Adalbert Azzo de Canossa, în castelul acestuia din Canossa, unde Adelaida se refugiase cu doi ani în urmă. În 957, ducele Liudolf de Suabia, a invadat Lombardia și a provocat fuga lui Berengar, deși Adalbert adunase o puternică armată la Verona. El a fost înfrânt, însă Liudolf a murit prematur, iar armata sa s-a retras.
În 960, Adalbert s-a alăturat tatălui său în atacarea papei Ioan al XII-lea. Otto a intervenit la solicitarea suveranului pontif și i-a înfrânt pe cei doi co-regi, după care s-a încoronat ca împărat. Dat fiind că Otto l-a alungat din Italia, Adalbert a găsit refugiu în Burgundia. De acolo, a fugit în Corsica. Când a revenit, a efectuat o tentativă de a cuceri Pavia, capitala Italiei de atunci, însă a fost înfrânt de o altă armată invadatoare din Suabia, de această dată sub comanda ducelui Burchard al III-lea. Doar interpunerea fraților săi Conrad și Guy, care a murit în luptă, l-au salvat de la o luptă de dinainte pierdută. Negocierile lui Adalbert cu bizantinii au eșuat, drept pentru care el s-a retras împreună cu soția sa Gerberga în Burgundia. Adalbert a murit la Autun în 971.

## Familia
Adalbert a fost căsătorit în jurul anului 956 cu Gerberga, contesă de Mâcon, cu care a avut un fiu:
- Otto-Guillaume, conte de Burgundia[2]

Rămasă văduvă după moartea lui Adalbert, Gerberga s-a recăsătorit cu ducele Otto-Henric de Burgundia. Henric I l-a adoptat pe fiul să vitreg Otto-Guillaume, pe care l-a numit conte de Burgundia și care a devenit astfel întemeietorul comitatului de Burgundia.